# Guettarda
Guettarda is een geslacht van planten uit de sterbladigenfamilie (Rubiaceae). De soorten uit het geslacht komen wereldwijd voor in (sub)tropische gebieden.

## Soorten
- Guettarda abbottii Urb.
- Guettarda aculeolata Urb.
- Guettarda adulterina Urb. & Ekman
- Guettarda amblyophylla Urb. & Ekman
- Guettarda andamanica Goel & Mehrotra
- Guettarda angelica Mart. ex Müll.Arg.
- Guettarda angustata Urb. & Ekman
- Guettarda apiculata Urb. & Ekman
- Guettarda argentea Lam.
- Guettarda aromatica Poepp.
- Guettarda artensis Guillaumin
- Guettarda baladensis Guillaumin
- Guettarda baltenweckii Urb.
- Guettarda baracoensis Bisse
- Guettarda barahonensis Urb.
- Guettarda bernardii Steyerm.
- Guettarda blanchetiana Müll.Arg.
- Guettarda brenesii Standl.
- Guettarda brevinodis Urb.
- Guettarda caatingae Suess.
- Guettarda cahosiana Urb. & Ekman
- Guettarda calcicola Britton
- Guettarda calyptrata A.Rich.
- Guettarda camagueyensis Britton
- Guettarda clarensis Britton
- Guettarda coatzacoalcensis Ramos & Borhidi
- Guettarda cobrensis Standl.
- Guettarda colubrinoides Standl.
- Guettarda comata Standl.
- Guettarda combsii Urb.
- Guettarda comosa Müll.Arg.
- Guettarda cordata Kunth
- Guettarda coxiana Britton
- Guettarda crassifolia Standl. ex Steyerm.
- Guettarda crassipes Britton
- Guettarda crenulata Urb. & Ekman
- Guettarda crispiflora Vahl
- Guettarda cueroensis Britton
- Guettarda davidseorum Lorence
- Guettarda dealbata M.Martens & Galeotti
- Guettarda deamii Standl.
- Guettarda dependens (Ruiz & Pav.) Pers.
- Guettarda dictyophylla Urb.
- Guettarda divaricata (Humb. & Bonpl. ex Schult.) Standl.
- Guettarda duckei Standl.
- Guettarda ekmanii Borhidi
- Guettarda elegans Urb.
- Guettarda elliptica Sw.
- Guettarda elongata Borhidi, K.Velasco & Vásq.-Mart.
- Guettarda erosa Urb. & Ekman
- Guettarda excisa Urb. & Ekman
- Guettarda fanshawei Steyerm.
- Guettarda ferox Standl.
- Guettarda ferruginea Griseb.
- Guettarda filipes Standl.
- Guettarda foliacea Standl.
- Guettarda fontanesii DC.
- Guettarda frangulifolia Urb.
- Guettarda frondosa Moritz ex Standl.
- Guettarda fusca Pancher ex Baill.
- Guettarda gaumeri Standl.
- Guettarda glabrescens (Schltr.) Guillaumin
- Guettarda grazielae M.R.Barbosa
- Guettarda guerrerensis Borhidi
- Guettarda hermosa Blanco
- Guettarda heterosepala Guillaumin
- Guettarda hirsuta (Ruiz & Pav.) Pers.
- Guettarda hoffmannseggii Müll.Arg.
- Guettarda humboldtensis Guillaumin
- Guettarda hypoglauca Standl.
- Guettarda hypolasia Baill.
- Guettarda inaequipes Urb.
- Guettarda insularis Brandegee
- Guettarda krugii Urb.
- Guettarda lacornea Urb. & Ekman
- Guettarda lamprophylla Urb.
- Guettarda lanuginosa Urb. & Britton
- Guettarda leai Ridl.
- Guettarda leonis Alain
- Guettarda lindeniana A.Rich.
- Guettarda longiflora Griseb.
- Guettarda macrantha Benth.
- Guettarda macrocarpa Griseb.
- Guettarda macrosperma Donn.Sm.
- Guettarda malacophylla Standl.
- Guettarda mattogrossensis S.Moore
- Guettarda membranacea Sw.
- Guettarda mephitica Guillaumin
- Guettarda mollis DC.
- Guettarda monocarpa Urb.
- Guettarda multinervis Urb.
- Guettarda munizii Borhidi
- Guettarda nannocarpa Urb. & Ekman
- Guettarda nashii Britton & Millsp.
- Guettarda nervosa Urb. & Ekman
- Guettarda ngoyensis (Schltr.) Guillaumin
- Guettarda ocoana Urb. & Ekman
- Guettarda ocoteifolia Standl.
- Guettarda odorata (Jacq.) Lam.
- Guettarda organosia Urb.
- Guettarda ovalifolia Urb.
- Guettarda oxyphylla Urb.
- Guettarda paludosa Müll.Arg.
- Guettarda parallelineura Guillaumin
- Guettarda pinariona Urb.
- Guettarda platypoda DC.
- Guettarda pohliana Müll.Arg.
- Guettarda polytheca Urb. & Ekman
- Guettarda preneloupii Urb.
- Guettarda psiloclada Urb.
- Guettarda punctata Urb. & Ekman
- Guettarda pungens Urb.
- Guettarda quadrifida Borhidi & Reyes-García
- Guettarda ramuliflora Beurl.
- Guettarda retusa C.Wright
- Guettarda rhabdocalyx Müll.Arg.
- Guettarda rhamnifolia Standl.
- Guettarda rigida A.Rich.
- Guettarda roigiana Borhidi & O.Muñiz
- Guettarda rotundifolia Urb.
- Guettarda roupaliifolia Rusby
- Guettarda rusbyi Standl.
- Guettarda sageretioides Ant.Molina
- Guettarda sanblasensis Dwyer
- Guettarda saxicola Urb.
- Guettarda scabra (L.) Vent.
- Guettarda sciaphila Urb.
- Guettarda sericea Müll.Arg.
- Guettarda shaferi Standl.
- Guettarda sotonunezii Borhidi, E.Martínez & Ramos
- Guettarda speciosa L.
- Guettarda spinifera Urb.
- Guettarda splendens Baill.
- Guettarda spruceana Müll.Arg.
- Guettarda stenophylla Urb.
- Guettarda subcapitata C.M.Taylor
- Guettarda tenuiramis Urb.
- Guettarda tikalana Lundell
- Guettarda tobagensis Urb.
- Guettarda torbeciana Urb. & Ekman
- Guettarda tortuensis Urb. & Ekman
- Guettarda tournefortiopsis Standl.
- Guettarda trimera Guillaumin
- Guettarda turpinii Urb.
- Guettarda umbellata Spreng.
- Guettarda undulata Griseb.
- Guettarda urbanii Ekman
- Guettarda uruguensis Cham. & Schltdl.
- Guettarda valenzuelana A.Rich.
- Guettarda velutina Zahlbr.
- Guettarda viburnoides Cham. & Schltdl.
- Guettarda vieillardii Guillaumin
- Guettarda vulpina Borhidi
- Guettarda wagapensis Guillaumin

... · 
Afrocanthium · 
Asperula (Bedstro) · 
Atractocarpus · 
Belonophora · 
Bouvardia · 
Breonadia · 
Byrsophyllum · 
Callipeltis · 
Cephalanthus (Kogelbloem) · 
Chassalia · 
Cinchona · 
Coffea (Koffie) · 
Coprosma · 
Cruciata · 
Deppea · 
Galium (Walstro) · 
Gardenia · 
Genipa · 
Morinda · 
Nertera · 
Pentas · 
Plocama · 
Portlandia · 
Psydrax · 
Richardia · 
Rothmannia · 
Rubia · 
Rutidea · 
Rytigynia · 
Sabicea · 
Sarcocephalus · 
Sericanthe · 
Sherardia · 
Spermacoce · 
Tarenna · 
Tricalysia · 
Uncaria · 
Vangueria · 
Virectaria ·  
Wendlandia · 
...